# География на Беларус
Беларус (на беларуски: Беларусь) е независима държава разположена в Източна Европа без излаз на море. Площ 207 595 km² (12-о място по големина в Европа, 2,04% от нейната площ). Население на 1 януари 2019 г. 9 475 174 души (16-о място по брой на населението си в Европа). Столица град Минск.

## Географско положение, граници
Беларус е разположена в Източна Европа, без излаз на море, в западната периферия на Източноевропейската равнина в пределите на басейните на Днепър (средното течение), Западна Двина и горното течение на Неман. За равнинната като цало повърхнина на страната е характерно редуването на ниски възвишения, равнинни и низинни пространства, на места заблатени и заети от езера. На север, североизток и изток Беларус граничи с Русия (дължина на границата 1170 km), на юг – с Украйна (826 km), на запад – с Полша (408 km), на северозапад – с Литва (448 km) и Латвия (158 km). Обща дължина на границите 3010 km.
Територията на Беларус, се простира между 51°16′ и 56°10′ с.ш. и между 23°11′ и 32°47′ и.д. Крайните точки на страната са следните:
- крайна северна точка – (56°10′20″ с. ш. 28°08′18″ и. д. / 56.172222° с. ш. 28.138333° и. д.), на границата с Латвия.
- крайна южна точка – (51°15′43″ с. ш. 30°32′22″ и. д. / 51.261944° с. ш. 30.539444° и. д.), десен бряг на река Днепър, на границата с Украйна.
- крайна западна точка – (52°17′00″ с. ш. 23°10′43″ и. д. / 52.283333° с. ш. 23.178611° и. д.), десен бряг на река Западен Буг, на границата с Полша, при полското село Немиров.
- крайна източна точка – (53°23′34″ с. ш. 32°46′36″ и. д. / 53.392778° с. ш. 32.776667° и. д.), на границата с Русия.

## Геоложки строеж, полезни изкопаеми

### Геоложки строеж
Територията на Беларус е разположена в западната част на Източноевропейска платформа. В зависимост от дълбочината на залягането на кристалинния фундамент се обособяват: Беларуска антеклиза, Припятска, Брестка и Оршанска падини, Полеска, Жлобинска и Латвийска седловини. В южната част на страната навлиза северният участък на Украинския щит, а в източната – Воронежката антеклиза. Кристалинния фундамент е разположен на дълбочина от 20 – 100 до 1000 – 5000 m и само в най-южната си част (при село Глушковичи, Гомелска област) се открива на повърхността. В неговия състав са включени скали с долнопротерозойска и архайска възраст. В утаечния слой, мощността на който достига до 1000 – 5000 m са установени предимно теригенни и карбонатни наслаги от всички възрасти, от горния протерозой (рифей и венд) до неогена и антропогена включително.

### Полезни изкопаеми
В недрата на Беларус има находища на разнообразни полезни изкопаеми. Особено място сред тях заемат залежите от калиеви соли (силвинит, карналит), открити през 1949 г. (Старобинско, Петриковско находище). В южните и югоизточните части на страната през 1941 г. са открити големи находища на каменна сол (Старобинско, Давидовско, Мозирско). Към Припатската низина са привързани находищата на нефт, открити през 1964 – 68 г. (Речицко, Осташковско, Вишанско и др.), кафяви и каменни въглища и горящи шисти (в Гомелска и Брестка области). Широко разпространение имат находищата на огнеупорни глини, карбонатни пясъци, строителен камък и други изкопаеми, свързани с утаечния чехъл на Източноевропейската платформа. В страната има големи запаси от торф и множество минерални извори.

## Природа

### Релеф
Основните черти на релефа на Беларус в значителна степен са обусловени от антропогенното континентално заледяване. Повърхнината в северозападната част на страната е образувана от система от добре съхранили се моренни валове от последното (Валдайско) заледяване. Най-значителни са Свенцянския, Браславския и Освейския валове, явяващи се части от големия Балтийски моренен вал. Между моренните валове се простират заблатени низини с участъци от моренни и камови хълмове (Немански, Нарочано-Вилейски, Полоцки и др.). От запад на изток през страната се простира Беларуското възвишение, състоящо се от отделни и обособени по-малки възвишения: Гродненско, Волковиско, Новогрудско, Минско, Витебско, Оршанско и др., образували се основно по време на московското заледяване и впоследствие разчленени от долините на реките. Особено разчленено е Минското възвишение с най-високата точка на Беларус – връх Дзержинская гора 345 m53°50′55″ с. ш. 27°03′57″ и. д. / 53.848611° с. ш. 27.065833° и. д., Дзяржинская хара). Югоизточната част на Беларус се заема от полоса от приледникови (водно-ледникови, льосови и алувиални) равнини, от които най-издигната е (до 240 m) Оршанско-Могильовската равнина. Продължението ѝ на запад са Централноберезинската и малките по площ Барановичка и Прибугска равнини. Много по-ниско (150 – 100 m) и по̀ на юг е разположено беларуското Полесие, представляващо монотонно-равнинна повърхност, образувана основно от флувиоглациални и следледникови речни наслаги. В крайния юг на места се издигат ниски и размити моренни хълмове и валове от епохата на максималното (Днепровско) заледяване – Мозирското възвишение и др. Най-ниската точка на страната (83 m) е на брега на река Неман, на границата с Литва.

### Климат
Климатът на Беларус е умереноконтинентален със значително влияние на атлантическите въздушни маси (с чести циклони) и, в по-малка степен – от континенталните и арктичните въздушни маси. Средните годишни температури варират от 7,4 °C на югозапад до 4,4 °C на североизток. Средна януарска температура от -4,4 °C на югозапад до -8 °C на североизток; средна юлска от 17 °C на север до 18,8 °C на юг. Абсолютен максимум 37 °C (Брест, Гомел), абсолютен минимум -41 °C (Витебск). Годишната сума на валежите варира от 550 mm на юг до 700 mm във възвишенията в средната част на страната, като 2/3 от валежите падат през топлия сезон на годината. Вегетационният период (минимална денонощна температура 5 °C) е от 178 на север до 208 денонощия на юг.
| температура | януари | февуари | март  | април | май   | юни   | юли   | август | септември | октомври | ноември | декември |
| ----------- | ------ | ------- | ----- | ----- | ----- | ----- | ----- | ------ | --------- | -------- | ------- | -------- |
| минимална   | -6 °C  | -7 °C   | -4 °C | 3 °C  | 8 °C  | 12 °C | 14 °C | 13 °C  | 8 °C      | 4 °C     | -1 °C   | -5 °C    |
| максимална  | -3 °C  | -2 °C   | 3 °C  | 12 °C | 18 °C | 21 °C | 23 °C | 22 °C  | 16 °C     | 10 °C    | 2 °C    | -2 °C    |

|                             |                          |                                            |                                         |
| Средна януарска температура | Средна юлска температура | Средна сума на валежите през януари (в mm) | Средна сума на валежите през юли (в mm) |

### Води

#### Реки
Територията на Беларус принадлежи към два водосборни басейна – Черноморски и Балтийски. Общата дължина на реките (с дължина над 5 km) е над 51 хил.km, а гъстотата на речната мрежа съставлява 0,2 – 0,28 km/km². Към Черноморския водосборен басейн принадлежи река Днепър (с притоците си Припят, Сож, Березина и др.), а към Балтийския водосборен басейн – реките Западна Двина, Неман (с притока се Вилия) и в североизточната част изворите на река Ловат (от басейна на Нева). Подхранването на реките е смесено, предимно снежно и дъждовно. За всичките реки е характерно ясно изразено пролетно пълноводие и лятно-есенни, а в басейна на реките Западна Двина и Неман зимни прииждания в резултат на поройни дъждове. Реките се използват за местно корабоплаване (Днепър, Припят, Березина, Западна Двина, Неман), пренос на дървен материал и, в по-малка степен за производство на електроенергия. Много от реките служат като водоприемници при пресушаването на блатата.

#### Езера
Езерата в Беларус наброяват над 10 700 (заедно със стариците). От тях само 1351 имат площ над 0,1 km² и 279 – над 1 km². Най-значителна дълбочина и разнообразие на бреговете имат езерата с ледников произход, които са характерни за северната част на страната (Нароч 79,6 km², Освейско 52,8 km² и др.). В средните части на страната езерата са малки, постепенно заблатяващи се, основно старици и карстово-суфазионни. На юг, в Полесието има много старици и остатъчни плитки езера, разположени в торфено-блатните масиви, като най-големи са Червоное (43,6 km²) и Вигоновско (26 km²). Повечето от езерата са проточни и регулират оттока на реките. Те, заедно с реките служат за транспорт, охладители на водите от ТЕЦ-овете (Березовска, Лукомълска). По дъната на много от тях има значителни запаси от сапропели, които се използват за производство на минерални торове и като химически суровини. Богати са на различни видови риби, по бреговете им са изградени почивни, здравни и туристически бази.

### Почви, блата
В Беларус преобладават ливадно-подзолистите почви (около 60% от земеделския фонд) с различен механичен състав и степен на оподзоленост. В западните части господстват почви близки към кафявите горски и торфено-подзолистите, а в низините, особено в Полесието – ливадно-блатните и блатните (22,7%) и пясъчните ливадно-подзолисти почви. По долините на големите реки са разпространени алувиално-ливадни почви. Около 0,5% от територията на страната има ливадно-перегонно-карбонатни почви със значително съдържание на хумус. Над 1/3 от територията на Беларус е заета от блата и заблатени земи, особено разпространени в Полеската, Приднепровската и други низини. През годините са проведени обширни дмероприятия по осушаването на земите заети от блата и включването им като обработваеми земи.

### Растителност
Беларус е разположена в подзоната на смесените гори. Горите заемат над 1/3 от нейната територия, около 1/5 се падат на ливадите и пасищата, под 1/10 на блатната и храстовата и около 1/3 на културната растителност. Почти 2/3 от горите са иглолистни, в т.ч. бор 56,3% и смърч 9%. От дребнолистните породи преобладава брезата. Широколистните гори (дъб, габър, клен, ясен, липа) заемат над 5% от горския фонд. На север са разпространени широколистно-смърчови и смърчови гори, в средните, по-високи части, наред с боровите гори растат смесени габърово-дъбово-смърчови гори, а на юг габърови и габърово-дъбови. В Полесието преобладават широколистно-боровите гори. Дребнолистните породи се срещат навсякъде. Дърводобивните гори съставляват 15,3%, а бъдещите дърводобивни 26,7% от горския фонд. Залесяват се редица нови видове – сибирска лиственица, кримски бор, червен дъб и др. Заблатените територии заемат над 20%, а само блатата и торфищата 12%. Низинните торфени блата съставляват 80% от блатата, като най-разпространени са в Полесието. В тяхната растителна покривка господстват острицата, някои видове житни треви и обикновени треви. Върховите блата с преобладаване на сфагови мъхове са характерни за северната част на страната.

### Животински свят
Животинският свят на Беларус съчетава представители на широколистните гори, тайгата и лесостепите (сърна, белка, летяща катерица, лисица, заек, глиган, петнист лалугер, смърчова кръсточовка, степна чучулига и др.). Край водоемите се срещат бобър, видра, норка и множество водоплаващи птици.

### Природни райони
В зависимост от релефа, водите, почвите и растителността територията на Беларус се поделя на 6 природни (физикогеографски) района.
- Беларуско-Валдайски район – заема северната част на страната и се дели от своя страна на Беларуско поезерие с относително млад хълмисто-моренен релеф и Беларуско възвишение със значително по-стар хълмисто-моренен релеф. Най-голямата река е Западна Двина и има много езера. Заблатените територии са 18%, а горите около 25%. Около 50% от пясъчните низини са покрити с борови гори, а към възвишенията са привързани смърчово-дъбови гори с примеси от дребнолистни породи.
- Летгалско и Браславски възвишения – заемат крайните северозападни части на страната и имат млад хълмисто-моренно-езерен релеф.
- Западнобеларуски район – простира се от западната граница на Беларус, като се стеснява на изток като клин и достига до Копилското възвишение. На североизток опира в южните склонове на Ошмянското и Минското възвишения, а на юг граничи с Полесието. Релефът е хълмисто-моренен в съчетание с дънноморенен (Лидска и Прибугска равнини) и водно-ледников (Горно- и Среднонеманска низини) релеф. Реките се отнасят към басейните на Немен и Западен Буг. Главна река Неман. Разпространени са смесени смърчово-дъбово-гобърови гори, редуващи се с борови.
- Източнобеларуски район – разположен е североизточно от линията Белиничи – Могильов – Краснополе. Голяма част от района е извън границите на страната, на територията на Смоленска и Московска област. Представлява повишщена платообразна равнина с характерни многочислени суфозионни подини и силно врязани речни долини, суходолия и оврази. Основните реки са Днепър и левият му приток Сож. Горите са се съхранили главно на югозапад и се състоят предимно от смърч, бор, осика, бреза и по-рядко дъб и габър. Около 50 – 60% от територията на района е заета от обработваеми земи.
- Предполески район – заема централните и югоизточни части на Беларус. Обхваща широка преходна равнинна ивица от Беларуското възвишение на север към Полесието на юг. Релефът е предимно равнинен. Всичките реки са от басейна на Днепър: Березина (с най-голямо значение), Сож, Друт, Птич. Около 1/3 представляват обработваеми земи, а има и големи масиви със смесени гори.

Полески район – представлява огромна заблатена низина, простираща се на 500 km от река Западен Буг на запад до река Сож на изток. На север граничи с равнинно-хълмистите пространства на Западнобеларуския район и Централноберезинската равнина, а на юг преминава в Украинското Полесие. Голяма част от реките в Полесието принадлежат към водосборния басейн на река Припят. Горите заемат около 30% от територията му. Разпространени са основно борови гори, катосвоеобразни видове са широколистните и смесените гори и низинните блата.